# 39 Cygni
Désignations
39 Cygni (en abrégé 39 Cyg) est une étoile binaire de la constellation boréale du Cygne. Elle est visible à l'œil nu avec une magnitude apparente de 4,43. D'après la mesure de sa parallaxe annuelle par le satellite Hipparcos, le système est distant d'environ ∼ 250 a.l. (∼ 76,6 pc) de la Terre. Il se rapproche du Système solaire à une vitesse radiale héliocentrique de −17 km/s.

## Description
39 Cygni est une binaire spectroscopique à raies simples avec une période orbitale de 31 292 jours (85,67 ans) et une excentricité de 0,50. Le demi-grand axe projeté de l'orbite de l'étoile primaire est de 1 207 ± 46 Gm (8,07 ± 0,31 ua), ce qui fournit une limite inférieure à la séparation entre les deux étoiles. Le système est âgé d'environ quatre milliards d'années.
Sa composante visible est une étoile géante rouge évoluée de type spectral K2,5 III Fe−0,5. La notation « Fe−0,5 » de son suffixe indique que son spectre montre une légère sous-abondance en fer. Elle est probablement (avec une probabilité calculée de 65 %) sur la branche horizontale, générant son énergie par la fusion de l'hélium dans son noyau, sinon elle serait plutôt sur la branche des géantes rouges, fusionnant l'hydrogène dans une coquille autour d'un cœur inerte d'hélium. L'étoile est 1,3 fois plus massive que le Soleil et son rayon est environ 22 fois plus grand que le rayon solaire. Elle est 186 fois plus lumineuse que le Soleil et sa température de surface est de 4 259 K.
Le compagnon, non visible, est très probablement une étoile sur la séquence principale d'un type spectral qui est compris entre les étoiles de type F et celles de type K moyen, mais il n'est pas exclu qu'elle soit plutôt une naine blanche. Sa masse vaut au moins 0,7 à 1 fois celle du Soleil.